# مجتهد الترجيح
مجتهد الترجيح في أصول الفقه رتبة من مراتب الاجتهاد ويعرف بأنه: هو المتمكن من ترجيح قولين أو أكثر عند وجود الاختلاف، سواء كان الترجيح لأقوال إمام المذهب، أو الترجيح بين ما قاله الإمام وما قاله تلاميذه أو غيره من الأئمة، أو بين ما قاله الأصحاب، فيرجح في المسألة قولا من الأقوال المختلفة، وتفضيل بعض الروايات على بعض، بحسب ما يترجح لديه بالأدلة.

## مجتهد الترجيح
ذكر ابن الصلاح أن مجتهد الترجيح هو الذي لم يبلغ رتبة أئمة المذاهب أصحاب الوجوه والطرق غير أنه فقيه النفس حافظ لمذهب إمامه عارف بأدلته قائم بتقريرها وبنصرته يصور ويجرد ويمهد ويقرر ويوازن ويرجح لكنه قصر عن بلوغ درجة مجتهد التخريج، إما لعدم بلوغه مبلغهم في حفظ المذهب، وإما لكونه لم يرتض في التخريج والاستنباط كارتياضهم وإما لكونه غير متبحر في علم أصول الفقه على أنه لا يخلو مثله في ضمن ما يحفظ من الفقه ويعرفه من أدلته عن أطراف من قواعد أصول الفقه. وإما لقصوره في غير ذلك من العلوم التي هي أدوات الاجتهاد، الحاصل لأصحاب الوجوه والطرق. وهذه صفة كثير من المتأخرين إلى أواخر المائة الرابعة من الهجرة المصنفين الذين رتبوا المذهب وحرروه وصنفوا فيه تصانيف بها معظم اشتغال الناس في ذلك الحين، وقال ابن الصلاح: ولم يلحقوا بأرباب الحالة الثانية في تخريج الوجوه وتمهيد الطرق في المذهب، وأما في فتاواهم فقد كانوا يتبسطون فيها كتبسط أولئك أو قريبا منه ويقيسون غير المنقول والمسطور على المنقول والمسطور في المذهب غير مختصرين في ذلك على القياس الجلي وقياس لا فارق الذي هو نحو قياس الأمة على العبد في إعتاق الشريك وقياس المرأة على الرجل في رجوع البائع إلى غير ماله عند تعذر الثمن، وفيهم من جمعت فتاواه وأفردت بالتدوين ولا يبلغ في التحاقها بالمذهب مبلغ فتاوى أصحاب الوجوه ولا يقوى كقوتها.
مثل القدوري والمرغيناني -صاحب الهداية- من الحنفية، والعلامة خليل من المالكية، والرافعي والنووي من الشافعية، والقاضي علاء الدين المرداوي منقح مذهب الحنابلة، وأبي الخطاب محفوظ بن أحمد الكلوذاني البغدادي، المجتهد في مذهب الحنابلة.

## شروط المجتهد
شروط المجتهد قسمان أحدها: شروط عامة وهي الشروط التي يلزم أن تجتمع في جميع أصناف المجتهدين، وفيمن يتولى الإفتاء والقضاء بأن يمتلك الأهلية والكفاءة العلمية والمعرفة بالأحكام الشرعية، وأن لم يبلغ رتبة الاجتهاد المطلق، وقد ذكرها ابن الصلاح في أدب الفتيا، وذكرها النووي في المجموع فقال: «شرط المفتي كونه مكلفا مسلما وثقة مأمونا متنزها عن أسباب الفسق وخوارم المروءة، فقيه النفس، سليم الذهن، رصين الفكر، صحيح التصرف والاستنباط، متيقظا». وقال أيضا: يشترط في المفتي المنتسب إلى مذهب إمام كما سبق أن يكون فقيه النفس، حافظا مذهب إمامه، ذا خبرة بقواعده، وأساليبه ونصوصه. وشروط المفتي وصفاته كما ذكرها ابن الصلاح هي: أن يكون مكلفا مسلما ثقة مأمونا منزها من أسباب الفسق ومسقطات المروءة؛ لأن من لم يكن كذلك فقوله غير صالح للاعتماد -وإن كان من أهل الاجتهاد- ويكون فقيه النفس سليم الذهن رصين الفكر صحيح التصرف والاستنباط متيقظا. وهذه شروط المجتهد بوجه عام.
القسم الثاني من شروط المجتهد فيما إذا كان المجتهد في رتبة المجتهد المطلق؛ فيشترط فيه مع هذه الشروط السابقة وجود شروط إضافية أخرى منها: أن يكون قيما بمعرفة أدلة الأحكام الشرعية من الكتاب والسنة والإجماع والقياس وما التحق بها على التفصيل المذكور في كتب الفقه وغيرها، وأن يكون عالما بما يشترط في الأدلة ووجوه دلالاتها، ويكفيه اقتباس الأحكام منها وذلك يستفاد من علم أصول الفقه، وأن يكون عارفا من علم القرآن وعلم الحديث وعلم الناسخ والمنسوخ وعلمي النحو واللغة، وأختلاف العلماء واتفاقهم بالقدر الذي يتمكن به من الوفاء بشروط الأدلة والاقتباس منها، وأن يكون ذا دراية وارتياض في استعمال ذلك، وأن يكون عالما بالفقه ضابطا لأمهات مسائله وتفاريعه المفروغ من تمهيدها. فمن جمع هذه الفضائل فهو المفتي المطلق المستقل الذي يتأدى به فرض الكفاية كما يشترط في المفتي المستقل أن يكون مجتهدا مستقلا. قال ابن الصلاح: وكون المفتي حافظا لمسائل الفقه لم يعد من شروط المفتي في كثير من الكتب المشهورة نظرا إلى أنه ليس شرطا لمنصب الاجتهاد، وذلك إن الفقه من ثمراته فيكون متأخرا عنه وشرط الشيء لا يتأخر عنه واشترط ذلك الأستاذ أبو إسحاق الإسفراييني وصاحبه أبو منصور البغدادي وغيرهما، قال ابن الصلاح: واشتراط ذلك في صفة المفتي الذي يتأدى به فرض الكفاية هو الصحيح وإن لم يكن كذلك في صفة المجتهد المستقل على تجرده؛ لأن حال المفتي يقتضي اشتراط كونه على صفة يسهل عليه معها إدراك أحكام الوقائع على القرب من غير تعب كثير وهذا لا يحصل لأحد من الخلق إلا بحفظ أبواب الفقه ومسائله. ولا يشترط أن يستحضر في ذهنه جميع الأحكام، بل يكفي أن يكون حافظا لمعظمها متمكنا من إدراك الباقي على القرب. ويشترط فيه أن يعرف من الحساب ما يصحح به المسائل الحسابية الفقهية. قال ابن الصلاح: حكى أبو إسحاق وأبو منصور فيه اختلافا للأصحاب، والأصح اشتراطه لأن من المسائل الواقعة نوعا لا يعرف جوابه إلا من جمع بين الفقه والحساب.